# Fajlagos ellenállás

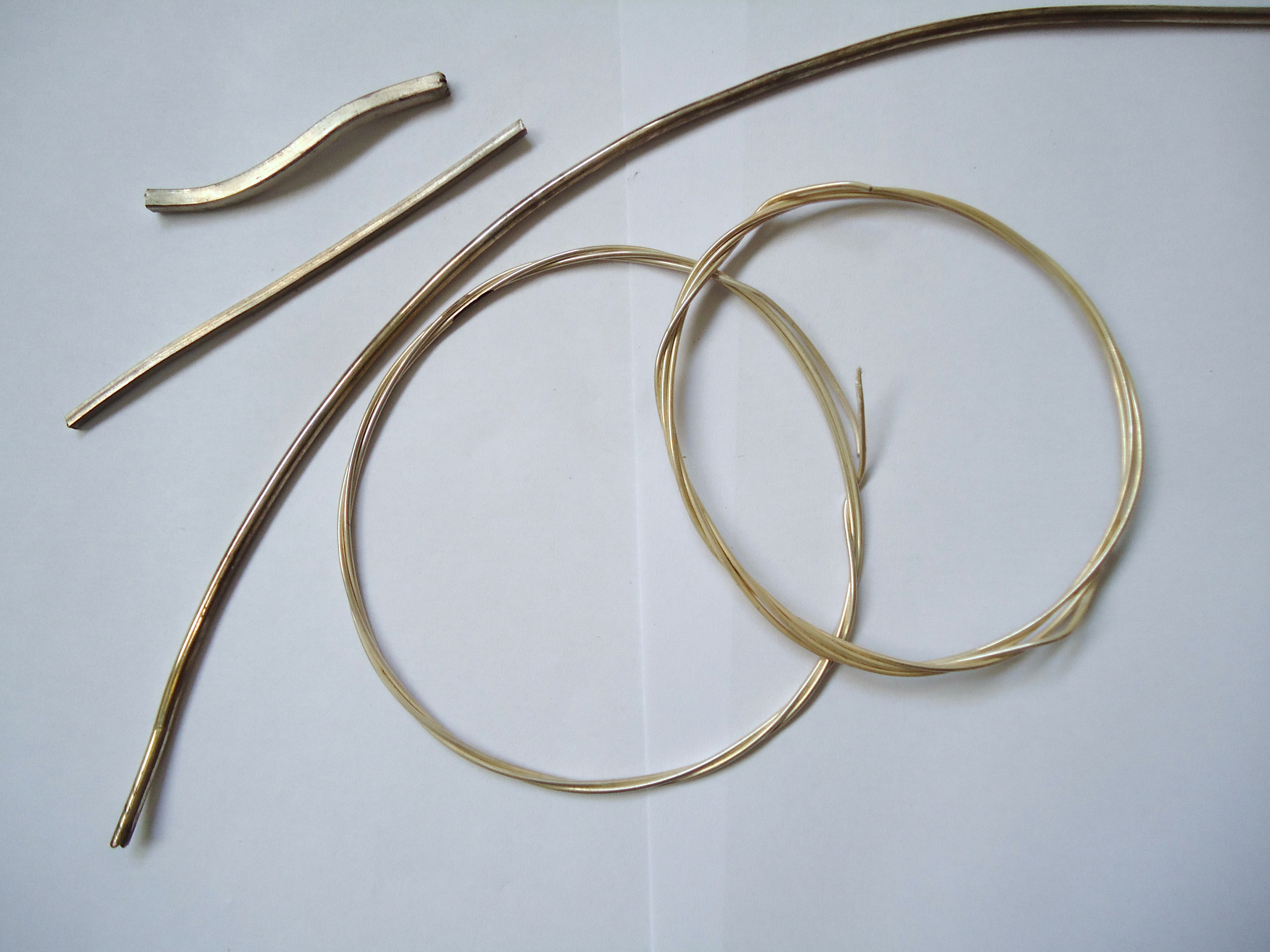
Ezüsthuzalok. Az ezüstnek a legkisebb a fajlagos ellenállása

A fajlagos ellenállás a különféle anyagok elektromos áramot akadályozó tulajdonságát jellemzi. A homogén, mindenütt azonos keresztmetszetű, állandó hőmérsékletű huzalnál az ellenállás és a keresztmetszet szorzatának, valamint a huzal hosszának a hányadosa a huzal anyagára jellemző állandó. Ezt a hányadost az adott anyag fajlagos ellenállásának nevezzük. Jele ρ, képlettel:
{\displaystyle \rho ={\frac {RA}{l}}}.
A fajlagos ellenállás SI-mértékegysége: ohm·méter (Ω·m).

## Értelmezése és mértékegységei
Azonos anyagú, de különböző méretű huzalokon végzett mérésekkel igazolható, hogy az állandó hőmérsékletű, homogén, mindenütt azonos keresztmetszetű, huzalnál az R ellenállás és az A keresztmetszet szorzatának, valamint a huzal l hosszának a hányadosa a huzal anyagára jellemző állandó. Az ezzel a hányadossal értelmezhető fizikai mennyiséget az adott anyag fajlagos ellenállásának nevezzük. Jele ρ, képlettel:
{\displaystyle \rho ={\frac {RA}{l}}}.
A fajlagos ellenállás SI-mértékegysége ohm·méter (Ω·m), mert:
{\displaystyle [\rho ]={\frac {[R]\cdot [A]}{[l]}}={\frac {\Omega \cdot \mathrm {m} ^{2}}{\mathrm {m} }}=\Omega \cdot \mathrm {m} }.
A gyakorlatban használják még az Ω·mm²/m egységet is. A két mértékegység közti kapcsolat:
{\displaystyle 1\ {\frac {\Omega \cdot \mathrm {mm} ^{2}}{\mathrm {m} }}=10^{-6}\ \Omega \cdot \mathrm {m} }
A fajlagos ellenállás kiszámítható atomi adatokból is:
{\displaystyle \rho ={\frac {2m_{e}v_{\mathrm {term} }}{ne^{2}\lambda }}},
ahol me az elektron tömege, e a töltése, n a vezetési elektronok koncentrációja, vterm az elektronok hőmozgásból származó termikus  sebessége, a λ az elektronok közepes szabad úthossza a vezetőben.

## A fajlagos ellenállás hőmérsékletfüggése
A mérések szerint az anyagok fajlagos ellenállása függ a hőmérséklettől. Melegítés hatására a fémek fajlagos ellenállása általában növekszik, a grafit, a félvezetők, az elektrolitok fajlagos ellenállása pedig általában csökken.
A fémes vezetők fajlagos ellenállásának relatív megváltozása közönséges hőmérsékleteken, nem túl nagy tartományban (pl.0 °C – 100 °C között) megközelítőleg egyenesen arányos a hőmérséklet-változással, azaz az
{\displaystyle {\frac {\rho -\rho _{0}}{\rho _{0}}}=\alpha _{0}(T-T_{0})}
képletben szereplő α állandó. A fenti képletben szereplő, és az
{\displaystyle \alpha _{0}={\frac {\rho -\rho _{0}}{\rho _{0}(T-T_{0})}}}
összefüggéssel értelmezhető mennyiséget az adott anyag adott {\displaystyle T_{0}} hőmérséklet környékén mért ellenállás hőfoktényezőjének (vagy hőmérsékleti tényezőjének, röviden hőfoktényezőjének) nevezzük. (A T0 kiindulási hőmérséklet többnyire 0 °C vagy 20 °C, az ehhez tartozó fajlagos ellenállást ρ0 jelöli. Az anyagok hőfoktényezőjének megadásakor meg kell adni, hogy az adatok milyen kiindulási hőmérsékletre vonatkoznak.) A hőfoktényező SI-mértékegysége:
{\displaystyle \left[\alpha \right]={\frac {\left[\rho -\rho _{0}\right]}{\left[\rho _{0}\right]\cdot \left[T-T_{0}\right]}}={\frac {\Omega \cdot \mathrm {m} }{\Omega \cdot \mathrm {m} \cdot \mathrm {K} }}={\frac {1}{\mathrm {K} }}=\mathrm {K} ^{-1}}
A hőmérsékletváltozást a gyakorlatban többnyire Celsius-fokban mérjük, ezért a hőfoktényező másik mértékegysége:
{\displaystyle \left[\alpha \right]={\frac {1}{\mathrm {^{\circ }C} }}=(\mathrm {^{\circ }C} )^{-1}}
Mivel a hőmérsékletváltozás mérőszáma a Celsius-skálán és a Kelvin-skálán mindig ugyanakkora, ezért a hőfoktényező fenti két mértékegysége is megegyezik.

## Néhány anyag fajlagos ellenállása és20°C-ra vonatkozó hőfoktényezője[1][2]
| Anyag        | Fajlagos ellenállás (10−6 Ω·m) | Hőfoktényező (10−3 1/°C) |
| ------------ | ------------------------------ | ------------------------ |
| Ezüst        | 0,016                          | 4,1                      |
| Réz          | 0,017                          | 4,0                      |
| Arany        | 0,023                          | 4,0                      |
| Alumínium    | 0,028                          | 3,6                      |
| Higany       | 0,958                          | 0,92                     |
| Konstantán   | 0,50                           | 0,03                     |
| Wolfrám      | 0,055                          | 4,1                      |
| Magnézium    | 0,045                          | 3,9                      |
| Horgany      | 0,063                          | 3,7                      |
| Sárgaréz     | 0,07 .. 0,09                   | 1,5                      |
| Nikkel       | 0.08 .. 0,11                   | 3,7 .. 6                 |
| Vas          | 0,1 .. 0,15                    | 4,5 .. 6                 |
| Ón           | 0,11                           | 4,2                      |
| Platina      | 0,11 - 0,14                    | 2 .. 3                   |
| Ólom         | 0,21                           | 4,2                      |
| Újezüst      | 0,3                            | 0,25                     |
| arany-króm   | 0,33                           | 0,001                    |
| Nikkelin     | 0,43                           | 0,23                     |
| Manganin     | 0,43                           | 0,01                     |
| Novokonstant | 0,45                           | -0,01 .. -0,04           |
| Rheotan      | 0,47                           | 0,23                     |
| Isabellin    | 0,5                            | 0,02 .. 0,04             |
| Konstantán   | 0,5                            | -0,03                    |
| Kruppin      | 0,85                           | 0,7                      |
| Krómnikkel   | 1,1                            | 0,1                      |
| Bizmut       | 1,2                            | 4,2                      |
| Megapyr      | 1,4                            | 0,025                    |
| Kantál       | 1,45                           | 0,014                    |
| Üveg*        | 1017                           |                          |
| Porcelán*    | 1018                           |                          |
| Borostyán*   | 1022                           |                          |

*Csak nagyságrend

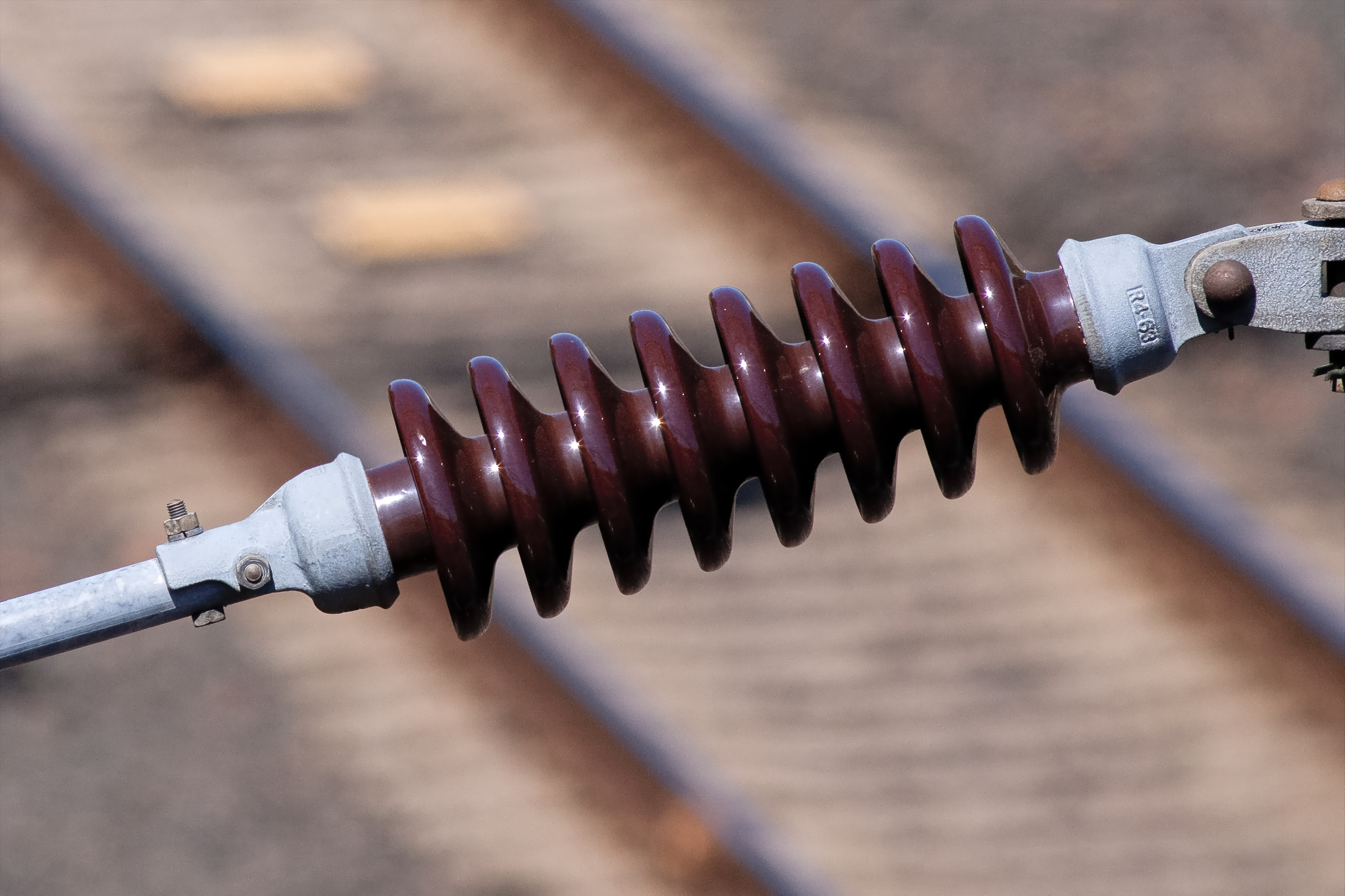
Vasúti felsővezeték szigetelője. A porcelánnak nagy a fajlagos ellenállása, ezért jó szigetelő

Az anyagok fajlagos ellenállása elég alacsony hőmérsékleten a fentieknél bonyolultabban változik. A fajlagos ellenállás bizonyos fémeknél, illetve kerámiáknál az abszolút nulla fok (azaz 0 K) közelében gyakorlatilag nullává válik. Ezt a jelenséget szupravezetésnek, az ilyen anyagot szupravezetőnek nevezzük.